# 2023年渋谷区長選挙
2023年渋谷区長選挙（2023ねんしぶやくちょうせんきょ）は、2023年（令和5年）4月の第20回統一地方選挙で投開票が行われた選挙である。

## 選挙データ

### 告示日・執行日
- 告示日：2023年（令和5年）4月16日
- 執行日：2023年（令和5年）4月23日

### 同日選挙
- 渋谷区議会議員選挙

## 立候補者
※立候補届け出順。
| 氏名                         | 年齢 | 党派       | 現元新 | 職業・肩書                        | ホームページ                         |
| ---------------------------- | ---- | ---------- | ------ | --------------------------------- | ------------------------------------ |
| 長谷部健 （はせべ けん）     | 51   | 無所属     | 現     | 渋谷区長（現職）                  | 渋谷区長 長谷部健 公式サイト         |
| 菅原深雪 （すがわら みゆき） | 61   | 日本第一党 | 新     | 配管会社役員                      |                                      |
| 北浦優子 (きたうら ゆうこ）  | 50   | 無所属     | 新     | 専業主婦                          | 北浦ゆうこ 公式サイト                |
| 吉田佳代子 (よしだ かよこ）  | 60   | 無所属     | 新     | 前渋谷区議会議員 税理士           | 吉田佳代子 渋谷区議会議員 公式サイト |
| 鈴木哲司 (すずき てつじ）    | 49   | 無所属     | 新     | 元大学教授 日本救急救命士協会会長 | 鈴木哲司 公式サイト                  |

## タイムライン
2023年
- 1月4日 - 現職の長谷部健が立候補を表明[1]。
- 3月28日 - 渋谷区議の吉田佳代子が立候補を表明[2]。
- 4月1日 - 日本救急救命士協会会長の鈴木哲司が立候補を表明[3]。
- 4月3日 - 会社役員の菅原深雪が立候補を表明[4]。

## 選挙結果
※当日有権者数：185,918人 最終投票率：42.34%（前回比：pts）
| 候補者名   | 年齢 | 所属党派 | 新旧別 | 得票数   | 得票率 | 推薦・支持                       |
| ---------- | ---- | -------- | ------ | -------- | ------ | -------------------------------- |
| 長谷部健   | 51   | 無所属   | 新     | 39,202票 | 51.4%  |                                  |
| 吉田佳代子 | 60   | 無所属   | 新     | 23,308票 | 30.6%  | 立憲民主党推薦・れいわ新選組支持 |
| 鈴木哲司   | 50   | 無所属   | 新     | 10,749票 | 14.1%  |                                  |
| 菅原深雪   | 61   | 無所属   | 新     | 3,008票  | 3.9%   |                                  |

各候補の得票率